# Second Call
『Second Call』（セカンドコール）は、2006年4月3日から2008年9月26日までテレビ愛知で放送された経済関連の報道番組。

## 放送内容
東海3県に本社を置く地元企業の株価情報と、地域経済についての特集を主に放送していた番組である。サブプライムローン問題など、株式やその他経済に関係する重大なニュースが報じられた際には特集枠の放送を休止し、放送時間全てをニュース枠に割り振ることもあった。
尺が2分と極端に小さかった頃には限られた時間内でより多くの情報を伝えようとしていたが、2007年4月からは放送時間にゆとりが出来たためにそれ以前よりも内容の濃い番組になった。2008年1月10日放送分からは、不定期ではあったが特集枠にて注目の製品やサービスを紹介する「とれナビ」のコーナーを実施するようになった。また、最終回を迎える頃には、番組の終盤で東海3県の気象情報を伝える天気予報のコーナーを実施するようにもなった（天気予報の放送開始年月日は不明）。

## 放送時間
時刻はいずれもJST。祝日や証券取引の無い年末年始には放送休止となった。また、年始後に証券取引が再開された後も、番組編成等の都合により放送されないことがあった。
| 期間          | 期間          | 月曜 - 金曜   |
| ------------- | ------------- | ------------- |
| 2006年4月3日  | 2007年3月30日 | 12:30 - 12:32 |
| 2007年4月2日  | 2007年11月2日 | 12:30 - 12:40 |
| 2007年11月5日 | 2008年9月26日 | 12:30 - 12:37 |

## 出演者

### メインキャスター
- 水口美希（当時テレビ愛知アナウンサー）

### サブキャスター
- 相澤伸郎（テレビ愛知アナウンサー） - 月曜・火曜のサブキャスターを担当。
- 陶山慎晃（当時テレビ愛知アナウンサー） - 水曜・木曜・金曜のサブキャスターを担当。2007年3月まで出演。
- 中本克樹（テレビ愛知アナウンサー） - 水曜・木曜・金曜のサブキャスターを担当。2007年4月から出演。

### その他の主な出演者
- ほか、状況に応じて三菱UFJリサーチ&コンサルティングのような経済系シンクタンクのアナリストをゲストに招き、彼らに東海3県の経済について分析・解説してもらうこともあった。
- 特集枠で注目の企業を取り上げる際には、その企業の関係者（主に経営首脳陣）をゲストに招いていた。

## スポンサー
- 瀬戸信用金庫 - 金曜のみ。提供開始年月日は不明。

## 備考
- この番組のタイトルは、番組表上では2007年10月19日まで「Second Call」と表記されていたが、本来はこれに「NAGOYA BUSINESS NEWS」のサブタイトルが付いていた。全て大文字表記の「SECOND CALL」を番組タイトルロゴに用いるようになった2007年10月22日以降は、番組表上でもそのように表記されるようになった。なお、放送末期で天気予報を実施するようになってからは、「[N] [天]」と短縮表記されることもあった。
- CM入り前のアイキャッチには、番組タイトルロゴを配したフリップを中部国際空港のデッキや名古屋市繁華街の路上などに置いて撮影した映像を用いていた。